# アルブレヒト・コッセル
アルブレヒト・コッセル (独: Ludwig Karl Martin Leonhard Albrecht Kossel, 1853年9月16日 - 1927年7月5日）は、ドイツの医学博士。

## 生涯
北ドイツのロストックでプロイセン王国の領事アルブレヒト・コッセルと妻クララの間に生まれた。ストラスブール大学の医学部に学び、アントン・ド・バリー、ワルデイヤー、クント、アドルフ・フォン・バイヤー、フェリクス・ホッペ＝ザイラーの授業を受けている。1878年にロストック大学を卒業。ロストック大学医学部助教授、1895年からマールブルク大学生理学科教授兼生理学研究所長、1901年からハイデルベルク大学教授を歴任した。
1910年、細胞生物学とくに蛋白質と核酸に関する研究に対しノーベル生理学・医学賞が与えられた。ワルター・コッセルの父。

## 業績
- 核酸と分解産物に関する研究 (1881年)
- 人体の組織とその顕微鏡的観察 (1889年-1891年)
- 医学・化学課程の教科書 (1888年)
- 生化学の問題 (1908年)
- 化学と生理学の関係 (1913年)